# Nathan Altshiller-Court
Nathan Altshiller-Court  (* 22. Januar 1881 in Warschau; † 20. Juli 1968 in Norman, Oklahoma), später Nathan Altshiller Court, war ein in Polen gebürtiger US-amerikanischer Mathematiker und Hochschullehrer.

## Leben und Laufbahn
Über die ersten Lebensjahre von Altshiller-Court ist wenig bekannt. Er studierte in Belgien an der Universität Gent, wo er im Jahre 1911 den Doktorgrad erlangte. Danach ging er in die Vereinigten Staaten und wurde im Jahre 1917 Assistant Professor of Mathematics an der University of Oklahoma. Im Jahre 1919 nahm er die US-amerikanische Staatsbürgerschaft an und trug fortan den Nachnamen Court, wobei er das Altshiller  als mittleren Namensbestandteil behielt. Er wurde im Jahre 1935 Full Professor an der University of Oklahoma und ging im Jahre 1951 in den Ruhestand.

## Wissenschaftliche Leistungen und Schriften
Nathan Altshiller-Court befasste sich fast ausschließlich mit Geometrie und arbeitete insbesondere über Dreiecks- und Kreisgeometrie sowie in der Raumgeometrie über die Geometrie der Tetraeder. Er ist Autor beziehungsweise Koautor von mehr als 70 wissenschaftlichen Abhandlungen. Er ist auch Verfasser von zwei vielgelesenen geometrischen Standardwerken:
- Nathan Altshiller-Court: Modern Pure Solid Geometry. 2. Auflage. Chelsea Publishing Company, New York 1964, OCLC 1597161 (MR0172153).
- Nathan Altshiller-Court: College Geometry. An introduction to the modern geometry of the triangle and the circle. Reprint of the second (1980) edition. 3. Auflage. Dover Publications, Inc., Mineola, NY 2007, ISBN 978-0-486-45805-2 (MR2351498).

Darüber hinaus veröffentlichte er – zusammen mit anderen Autoren – viele kleinere Notizen zu mathematischen, insbesondere geometrischen, Problemen und deren Lösungen.
Zudem verfasste er ein eher für das breite Publikum bestimmtes Mathematikbuch:
- Nathan Altshiller-Court: Mathematics in Fun and in Earnest. New American Library, New York 1958.